# Ю Мён Ги
Ю Мён Ги (кор. 류명기?, 柳明基?; 22 июля 1987, Айти, Япония) — южнокорейский футболист, полузащитник.

## Биография
Родившись и живя в Японии, Ю Мён Ги в футбол начал играть в клубе «Иокогама Ф. Маринос». В 2006 году он присоединился к футбольной команде университета Рюцу Кэйдзай, выступающий в Японской футбольной лиге. Но Ю Мён Ги не смог закрепиться в основном составе клуба, поэтому сезоны 2007 и 2008 годов он провёл в фарм-клубе «Клуб Драгонз», выступая в лигах региона Канто.
В 2009 году Ю Мён Ги вновь играл в основной команде университета Рюцу Кэйдзай, а в начале 2010 года он перешёл в «ДЖЕФ Юнайтед Итихара Тиба Резервз» (фарм-клуб «ДЖЕФ Юнайтед Итихара Тиба»), также выступавший в Японской футбольной лиге. Но из-за финансовых проблем 11 декабря 2011 года клуб был ликвидирован.
В начале 2012 года Ю Мён Ги отправился в Латвию, где в марте он примкнул к местному клубу «Гулбене». В составе «Гулбене» он сыграл 15 матчей в Высшей лиге Латвии, а 22 июня 2012 года Ю Мён Ги был отзаявлен из клуба.

### Статистика выступлений
| Выступление               | Выступление      | Выступление      | Чемпионат | Чемпионат | Кубок | Кубок | Итого | Итого |
| Клуб                      | Лига             | Сезон            | Игры      | Голы      | Игры  | Голы  | Игры  | Голы  |
| ------------------------- | ---------------- | ---------------- | --------- | --------- | ----- | ----- | ----- | ----- |
| Университет Рюцу Кэйдзай  | JFL              | 2006             | 2         | 0         | 0     | 0     | 2     | 0     |
| Клуб Драгонз              | Лига Канто 2     | 2007             |           |           | —     | —     | 0     | 0     |
| Клуб Драгонз              | Лига Канто 1     | 2008             | 14        | 3         | —     | —     | 14    | 3     |
| Университет Рюцу Кэйдзай  | JFL              | 2009             | 11        | 0         | 1     | 0     | 12    | 0     |
| ДЖЕФ Юнайтед Тиба Резервз | JFL              | 2010             | 22        | 2         | —     | —     | 22    | 2     |
| ДЖЕФ Юнайтед Тиба Резервз | JFL              | 2011             | 30        | 3         | —     | —     | 30    | 3     |
| Гулбене                   | Высшая лига      | 2012             | 15        | 0         | 2     | 0     | 17    | 0     |
| Всего за карьеру          | Всего за карьеру | Всего за карьеру | 94        | 8         | 3     | 0     | 97    | 8     |